# 长颖鹅观草
长颖鹅观草（学名：Roegneria longiglumis），为禾本科鹅观草属下的一个植物种。